# Gładź podłogowa
Zasugerowano, aby zintegrować ten artykuł z artykułem Podkład podłogowy. Nie opisano powodu propozycji integracji.

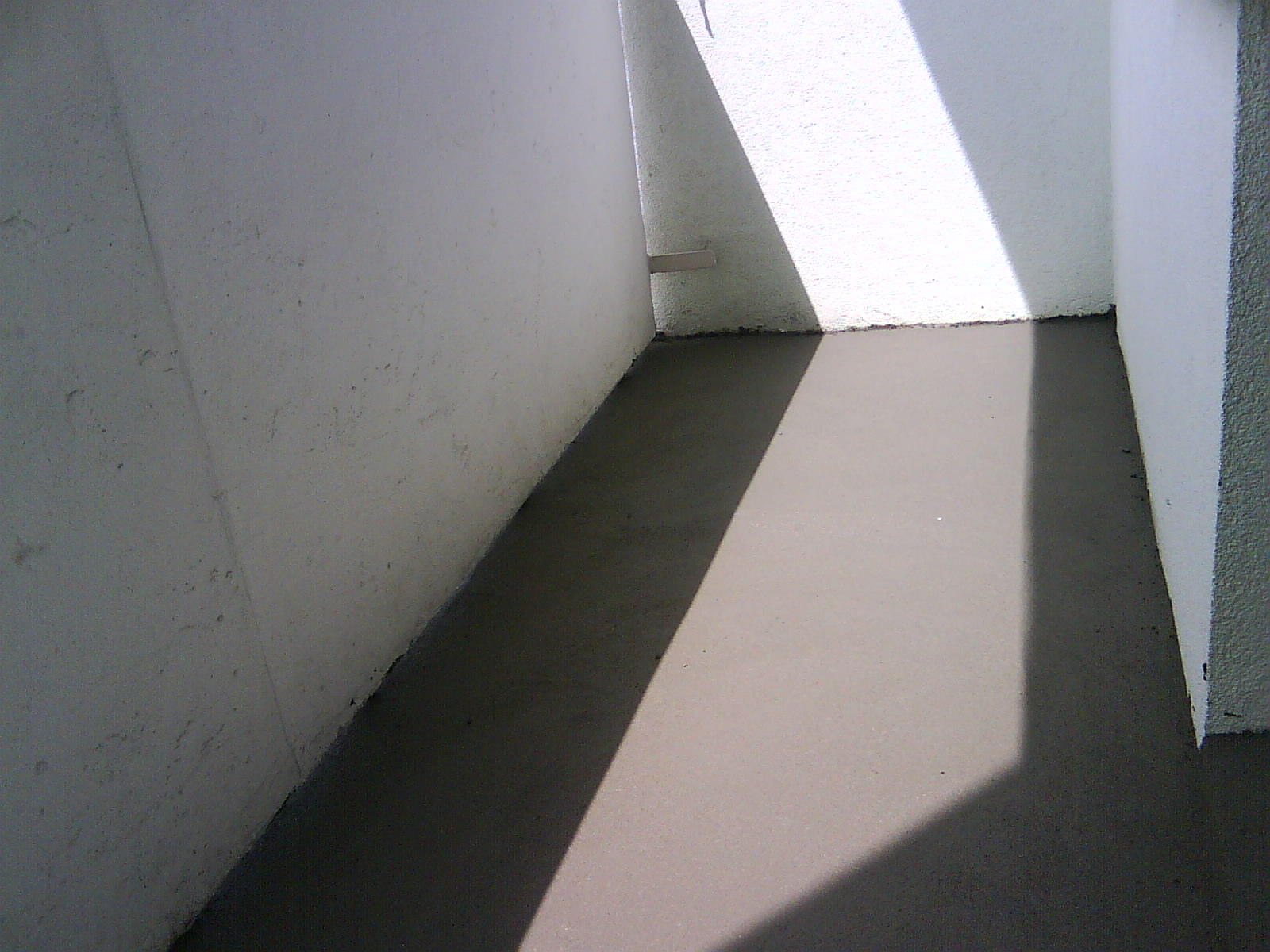
Świeża szlichta cementowa ułożona na balkonie

Gładź podłogowa, szlichta – warstwa podłogi układana bezpośrednio pod posadzką, zwana również wylewką lub jastrychem. 
Stosowane zazwyczaj są:
- Podkłady cementowe - tradycyjne przygotowywane na podstawie cementu, piasku oraz wody (w celu przyspieszenia wiązania mogą być stosowane uplastyczniacze lub środki uszczelniające). Wytrzymałość na ściskanie – 25 MPa
- Podkłady półsuche - wytrzymałość na ściskanie około 35 MPa
- Podkłady wykonane z gotowych zapraw o różnej konsystencji: gęstoplastyczne, półsuche lub półpłynne (czyli samopoziomujące się)
- Podkłady anhydrytowe - produkowane z odmiany gipsu zwanej anhydrytem. Stosowane do pomieszczeń suchych (ze względu na nieodporność na wilgoć). Orientacyjna wytrzymałość na ściskanie – 20 MPa.

W zależności od rodzaju pomieszczeń wytrzymałość podkładu powinna wynosić:
- 12 MPa dla pomieszczeń mieszkalnych
- 20 MPa dla garaży.